# The Mix-Up
Albums de Beastie Boys
To the 5 Boroughs
(2004) Hot Sauce Committee Part Two
(2009)
Singles
1. The Electric Worm
Sortie : 2007
2. Off the Grid
Sortie : 2007

The Mix-Up est le septième album studio des Beastie Boys, sorti le 26 juin 2007.
Il s'agit d'un album instrumental, le deuxième après The In Sound from Way Out!, sorti en 1996.
The Mix-Up s'est classé 15e au Billboard 200 et au Top Internet Albums.

## Liste des titres
| No  | Titre                   | Durée |
| --- | ----------------------- | ----- |
| 1.  | B for My Name           | 3:31  |
| 2.  | 14th St. Break          | 3:34  |
| 3.  | Suco de Tangerina       | 3:17  |
| 4.  | The Gala Event          | 3:47  |
| 5.  | The Electric Worm       | 3:15  |
| 6.  | Freaky Hijiki           | 3:05  |
| 7.  | Off the Grid            | 4:36  |
| 8.  | The Rat Cage            | 3:37  |
| 9.  | The Melee               | 3:10  |
| 10. | Dramastically Different | 3:57  |
| 11. | The Cousin of Death     | 3:06  |
| 12. | The Kangaroo Rat        | 3:28  |

| 1. | Politickin'        | 3:57 |
| 2. | Beasley Is a Beast | 3:49 |
| 3. | LTD                | 3:12 |
| 4. | The Panda Rat      | 3:40 |
| 5. | The Mix-Up         | 3:34 |
| 6. | Fibonacci Sequence | 3:13 |